# 김성민의 시사토픽
김성민의 시사토픽은 경인방송에서 평일 아침 7시부터 오전 9시까지 방송했던 아침 시사 프로그램이다. 2023년 1월 31일 자로 7년만에 폐지되었다.

## 개요
방송진행은 경인방송 제작국장인 김성민 앵커이다. 인천 지역의 이슈, 국내외 정치 사회 이슈를 인터뷰를 통해 전달한다.  
"시사토픽은 청취자 여러분과 함께 우리 사회의 숨겨진 이야기들, 마땅히 큰 의미를 지녀야 하지만 아직은 그렇지 못한 이야기를 전해 드립니다. 큰 목소리보다, 작은 목소리에 더 많이 귀 기울이겠습니다." 

## 코너 소개

### 매일 코너
- 이슈 인터뷰

### 요일 코너
- 월: 타박타박 인천항 이야기, 스포토픽
- 화: MZ 어텐션, 보도국 브리핑
- 수: 타박타박 인천항이야기, 이슈앤피플
- 목: 법으로 보는 시사, 문화톡톡
- 금: 안보브리핑, Discover인천항공정보